# Pitons
Os Pitons são dois picos vulcânicos no sudoeste da ilha de Santa Lúcia, uma das Pequenas Antilhas das Caraíbas, que foram incluídos numa área de conservação multi-uso para proteger, não só a floresta que os cobre e que, para além da beleza visual, tem grande importância ecológica, mas também a área marinha próxima, com recifes de coral muito saudáveis. Esta área de conservação foi declarada pela UNESCO como Património da Humanidade.

## Geografia
Os Pitons, chamados Gros Piton e Petit Piton (com 770 e 743m de altitude respectivamente) são dois cones vulcânicos erodidos ligados por uma crista chamada Piton Mitan. O vulcão composto inclui um campo geotérmico com fumarolas e fontes termais, conhecido pelos geólogos como Centro Vulcânico de Soufrière (do francês para enxofre), para além de crateras de explosão e depósitos piroclásticos (pedra pomes e cinza), assim como fluxos de lava. Este conjunto ilustra a história dum vulcão andesítico associado a uma zona de subducção.
Grande parte do sistema de recifes de coral  no sopé do Gros Piton foi declarado reserva marinha em 1986 e, em 1994 foi considerada uma Área de Gestão Marinha; em 2002, foi estabelecida a Área de Gestão Ambiental dos Pitons, compreendendo uma área total de 2909 hectares, incluindo 875 ha de área marinha, uma área de conservação terrestre com 467 ha (341 ha, públicos e 126 ha privados) e ainda uma área de utilização múltipla de 1567 ha (80% privada, 20% pública).
A Área de Gestão Marinha tem 11 km de linha de costa e um km de largura e inclui uma parte da plataforma continental de grande declive que desce até 75 m, com recifes de franja, que cobrem quase 60% da área e manchas isoladas de coral, rochedos e zonas de areia. Um reconhecimento revelou 168 espécies de peixes, 60 de Cnidaria, incluindo os corais, oito moluscos, 14 esponjas, 11 equinodermes, 15 artrópodes e oito anelídeos. Na costa encontram-se Tartarugas-de-pente Eretmochelys imbricata e, ao largo, tubarões-baleia e baleias-piloto (todas espécies protegidas).
A vegetação terrestre é típica da floresta tropical, com pequenas áreas de florest seca e de montanha nos picos. Foram registadas 148 espécies de plantas em Gros Piton e 97 em Petit Piton e na crista intermédia, entre elas oito espécies raras de árvores, incluindo os arbustos endémicos Acalypha elizabethae e Bernardia laurentii, que só foram encotradas no cume do Petit Piton. Os Pitons albergam 27 espécies de aves (cinco das quais endémicas), três de roedores indígenas, uma sarigueia, três morcegos, oito répteis e três anfíbios.